# Oberiberg

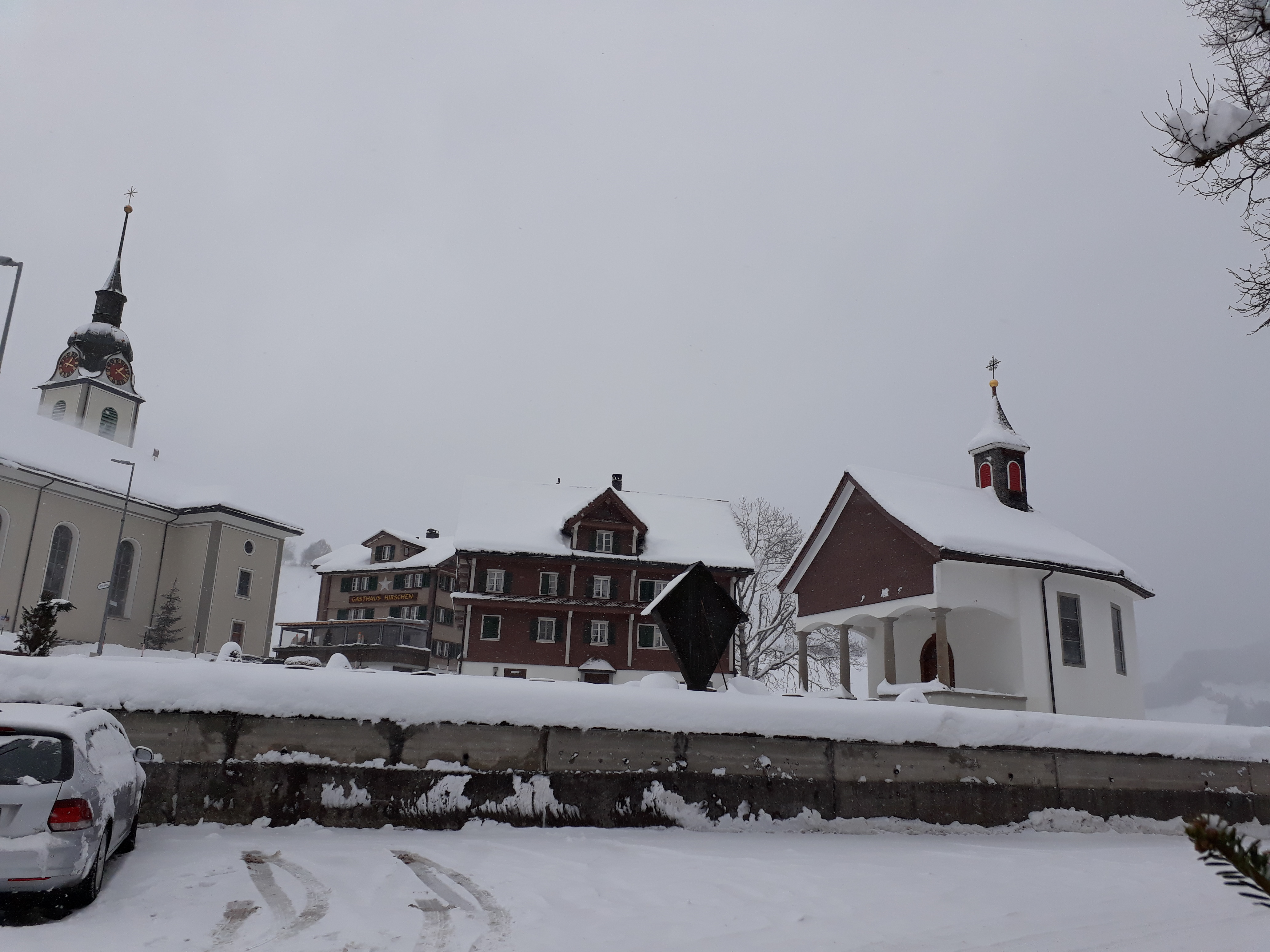
Orbering et son eglise sous la neige en 2017

Oberiberg est une commune suisse du canton de Schwytz, située dans le district de Schwytz.

## Géographie

Vue aérienne (1958)

Selon l'Office fédéral de la statistique, Oberiberg mesure 32,94 km2. 

## Démographie
Selon l'Office fédéral de la statistique, Oberiberg possède 867 habitants fin 2022. Sa densité de population atteint 26 hab./km2.
Le graphique suivant résume l'évolution de la population d'Oberiberg entre 1850 et 2008 :

## Domaine skiable
Un très petit domaine skiable a été aménagé dans le village. Un téléski y dessert près de 3 km de pistes bleues.